# Клатте, Вильгельм
Вильгельм Клатте (нем. Wilhelm Klatte; 13 февраля 1870, Бремен — 12 сентября 1930) — немецкий музыковед
, музыкальный критик, дирижёр, музыкальный педагог.
Учился в Лейпциге, а затем в Веймаре у Рихарда Штрауса. Работал дирижёром в нескольких провинциальных театрах. С 1897 г. музыкальный обозреватель газеты «Berliner Lokalanzeiger». С 1904 г. преподавал теоретические дисциплины в Консерватории Штерна; среди его многочисленных учеников — Хайнц Унгер, Борис Кройт, Сальвадор Лей, Армас Лаунис, Франк Вольфарт, Чарльз Томлинсон Гриффс. Преподавал и частным образом (например, у Клатте учились юный Луи Саге и Хайнц Тиссен).
Клатте был одним из первых специалистов по музыке своего учителя Штрауса: он написал своего рода предисловия (довольно пространные и, как считается, вдохновлённые самим автором) к симфоническим поэмам «Жизнь героя» и «Весёлые проделки Тиля Уленшпигеля», а также «Домашней симфонии»; подробная содержательная расшифровка музыки, выполненная Клатте, вызывала у современных и последующих специалистов иронические замечания, в то же время на комментариях Клатте, как отмечал Карл Ван Вехтен, Вацлав Нижинский построил свой балет «Тиль Уленшпигель». В соавторстве с Артуром Зайдлем Клатте опубликовал книгу «Рихард Штраус: Характеристический очерк» (нем. Richard Strauss: Eine Charakterskizze; 1896) — первую творческую биографию композитора. Из штраусовских штудий Клатте выросла и его монография «К истории программной музыки» (нем. Zur Geschichte der Programm-musik; 1905). Клатте также опубликовал книгу о Франце Шуберте (1907), учебные пособия по гармонии и контрапункту. В соавторстве со своим учеником Людвигом Мишем подготовил юбилейный том к 75-летию Консерватории Штерна (1925).